# Abudefduf declivifrons
Abudefduf declivifrons és una espècie de peix de la família dels pomacèntrids i de l'ordre dels perciformes.

## Morfologia
Els mascles poden assolir els 18 cm de longitud total.

## Distribució geogràfica
Es troba des del Golf de Califòrnia fins a Acapulco (Mèxic).